# 세라 룰

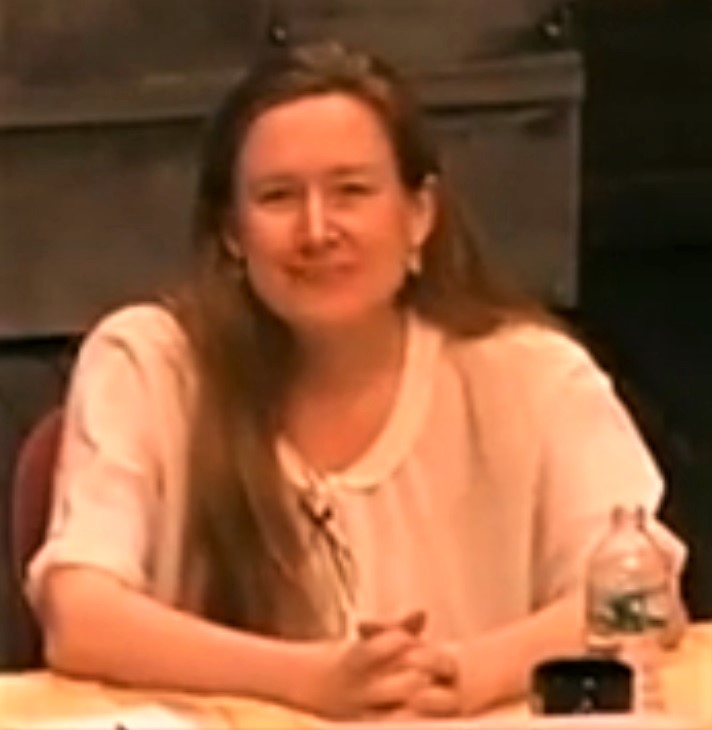

세라 룰(Sarah Ruhl, 1974년 1월 24일 ~ )은 미국의 극작가, 교수, 수필가이다.

## 생애
1974년 일리노이 주에서 고등학교 영어 교사이자 연극반 지도교사인 어머니와 장난감 회사 중역인 아버지 사이에서 둘째 딸로 태어났다. 현재는 정신과 의사인 아시아계 미국인 남편, 그리고 세 명의 자녀와 함께 뉴욕에 거주하고 있다. 어릴 적부터 어머니가 연출하는 연극 연습을 쫓아다닌 룰은 자연스럽게 극장이라는 마법의 장소와 배우라는 신비로운 존재에 매료된다. 문학과 재즈에 심취했던 그녀의 아버지 역시 언어와 음악에 대한 룰의 각별한 재능에 깊은 영향을 미친다. 그러나 그는 룰이 브라운 대학에 입학하던 해에 암으로 세상을 떠난다. 아버지의 죽음은 그녀에게 평생의 트라우마로 남는다. 룰의 거의 모든 작품이 죽음과 기억을 화두로 삼는 것은 그러므로 우연이 아니다. 세라 룰의 작품이 우리의 주목을 요하는 이유는 그녀의 연극이 세대별로 구분된 기존의 페미니즘 패러다임에서 벗어나 단절이 아닌 통합과 치유의 길을 모색하고 있기 때문이다. 여기에는 남성도 예외가 아니다. 룰의 작품에는 언제나 세상의 중심에서 소외된 여성이 주인공으로 등장하지만 그녀의 소외를 부정적으로 바라보지도, 젠더를 직접적인 정치적 의제로 삼지도 않는다. 룰의 새로운 여성주의 연극은 이념적 연대보다는 정서적이고 감각적인 공감에서 출발한다. 일상과 현실을 지배하는 중력과 이성의 법칙에서 살짝 비껴간 그녀의 무대는 관객에게 불가해함과 불확정성이 주는 자유와 위로를 선사한다.